# الكنوز الثلاثة (طاوية)
-الكنوز الثلاثة (الطاوية) :
تعتبر الكنوز الثلاثة أو الجواهر الثلاثة من الفضائل الأساسية في الطاوية. استخدم تاو تي تشينغ في الأصل سانباو ليعني التعاطف والتوفير والتواضع ، وقد استخدم المصطلح لاحقا لترجمه الجواهر الثلاث بوذا ودراما سانغا في البوذية الصينية، ويعني الكنوز الثلاثة (جيان، تشي، وشين) في الطب الصيني التقليدي.
-تاو تري تشينغ :
```
ظهرت؛ كنوز سامباو الثلاثة في الفصل 67 من تاو تري تشينغ والذي يقول 
لين يوتانغ
 إنه يحتوي على أجمل تعاليم لاوزي:
```

كل شخص تحت السماء يقول أنا طريقنا يشبه الحماقة إلى حد كبير. ولكن فقط لأنها رائعة، فإنها تبدو حماقة. أما الأشياء التي لا تبدو حماقة- لا شك بأنها صغيرة! ها هي كنوزي الثلاثة. احرسهم واحتفظ بهم! الأول هو التعاطف، الثاني هو التوفير، الثالث هو رفض أن تكون قبل كل شيء تحت السماء. لان المتعاطف قادر على أن يكون شجاعا. والمقتصد قادر على أن يكون سخيا. فقط من يرفض أن يكون قبل كل شيء قادر على أن يكون رئيسا للجميع الوزراء.
يصف آرثر ولي هذه الكنوز الثلاثة بأنها القواعد الثلاثة التي شكلت الجانب العملي والسياسي لتعاليم المؤلف:
1-الابتعاد عن الحرب والعدوانية وعقوبة الإعدام
2- البساطة المطلقة في الحياة 
3-رفض فرض السلطة النشطة
-المصطلحات الصينية :
أول الكنوز الثلاثة هو تشي التعاطف، الرقة، الحب، الرحمة، اللطف، الإحسان . وهو أيضا مصطلح صيني كلاسيكي يعني الأم مع (الحب الرقيق، التنشئة) الفصلان (18، 19) من تاو تري تشينغ( الحب الأبوي) وحب الأبناء، تقوى الأبناء) متوازيان. يعتقد وينغ نسيت تشان بان الكنز الأول هو الأهم من بين الكنوز الثلاثة.
```
الكنز الثاني وهو جيان  (تشين، التوفير، الاعتدال، الاقتصاد، وضبط النفس) وهو ممارسة يشيد بها تاو تري تشينغ. تعتقد الين أم تشين بان جيان مرتبط عضويا بالاستعارة الطاوية بو (الخشب غير المنحوت، البساطة). ويرمز إلى اقتصاد الطبيعة الذي لا يضيع أي شيء عند تطبيقه على الأخلاق فالحياة تعني بساطه الرغبة. 
الكنز الثالث مكون من عبارة من ستة أحرف بدلا من كلمة واحدة :
```

الكنز الثالث وهو عدم التواجد في مقدمه العالم. وهو الطريقة الطاوية لتجنب الموت المبكر. أن تكون في مقدمه العالم يعني فضح الذات، وجعلها عرضه للقوى المدمرة، بينما البقاء في الخلف والتواضع هو السماح للنفس بالوقت لتنضج تماما وتؤتي ثمارها، هذا كنز ربيعه السري هو الخوف من فقدان حياه المرء قبل الوقت. هذا الخوف من الموت بدافع من حب الحياة هو بالفعل مفتاح الحكمة الطاوية.
-معاني أخرى :
بالإضافة إلى هذه الكنوز الثلاثة الطاوية يمكن أن تشير سامباو الصينية أيضا إلى الكنوز الثلاثة في الطب الصيني التقليدي أو الجواهر الثلاثة في البوذية. قد لاحظ فيكتور ه. ماير أن البوذيين الصينيين اختاروا المصطلح الطاوي سامباو لترجمه السنسكريتية تراثنا أو راتناتريا(الجواهر الثلاثة) وليس من الغريب على الإطلاق أن يتولى الطاويون هذا التعبير الهندي القديم الواسع الانتشار واستخدامه لأغراضهم الخاصة.